# ARFU Asian Rugby Series
Le ARFU Asian Series furono un torneo per squadre nazionali di rugby a 15 organizzato dall'Asian Rugby Football Union che si tenne in forma ufficiale tra il 2003 e il 2007; alcune edizioni di detto torneo assegnarono il titolo di campione asiatico e fecero parte della zona asiatica di qualificazione alla Coppa del Mondo 2007.
Nel ruolo di campionato asiatico le Series furono il ponte tra il preesistente Asian Rugby Championship, che fu soppresso nel 2004, e il successivo Asian Five Nations, che rimpiazzò nel 2008 le Series.
Partite con un'edizione sperimentale nel 2001, autonoma rispetto al campionato asiatico, e intese come una competizione per favorire lo sviluppo delle Nazionali emergenti (tanto che in detta edizione non presero parte le due migliori formazioni del continente, il Giappone e la Corea del Sud), nel 2003-04, in occasione delle qualificazioni alla Coppa del Mondo di rugby 2007, assunsero la forma di torneo quadrangolare a gironi (tre gironi di merito di quattro squadre ciascuno) che, dal 2005, una volta stabilizzatasi la formula (quattro gironi di merito con tre squadre ciascuna), rimpiazzarono il vecchio Asian Championship come competizione per il titolo continentale.
Le prime tre edizioni delle Asian Series funsero rispettivamente da primo, secondo e terzo turno di qualificazione asiatica alla Coppa del Mondo 2007; le edizioni 2005, 2006 e 2007 funsero altresì da campionato asiatico.
Nel 2007 fu annunciata la soppressione delle Series per rimpiazzarle con un nuovo torneo che assolvesse a entrambe le funzioni di campionato continentale e zona asiatica di qualificazione alla Coppa del Mondo; il posto delle Asian Series fu preso dall'Asian Five Nations, a sua volta rimpiazzato nel 2015 da una versione rinnovata dell'Asian Rugby Championship.
Le quattro edizioni disputate videro la netta prevalenza del Giappone, che se ne aggiudicò tre, quelle valide anche come campionato asiatico; la Corea del Sud vinse altresì la prima edizione, nel 2003-04.

## Albo d'oro
| Edizione | Squadre | Campione      | 2ª classificata | 3ª classificata |
| -------- | ------- | ------------- | --------------- | --------------- |
| 2003-04  | 12      | Corea del Sud | Giappone        | Taiwan          |
| 2005     | 3       | Giappone      | Corea del Sud   | Hong Kong       |
| 2006     | 3       | Giappone      | Corea del Sud   | Hong Kong       |
| 2007     | 3       | Giappone      | Hong Kong       | Corea del Sud   |